# 巴扎尔库尔干
巴扎尔库尔干是吉尔吉斯斯坦贾拉拉巴德州的一个村。主要居民为乌孜别克族，大约占该村总人口的80%，剩余的人口主要为吉尔吉斯族。村里有一个大的露天市场。计程车到首府贾拉拉巴德每趟需要15至20分钟。